# Regina (Kirsche)

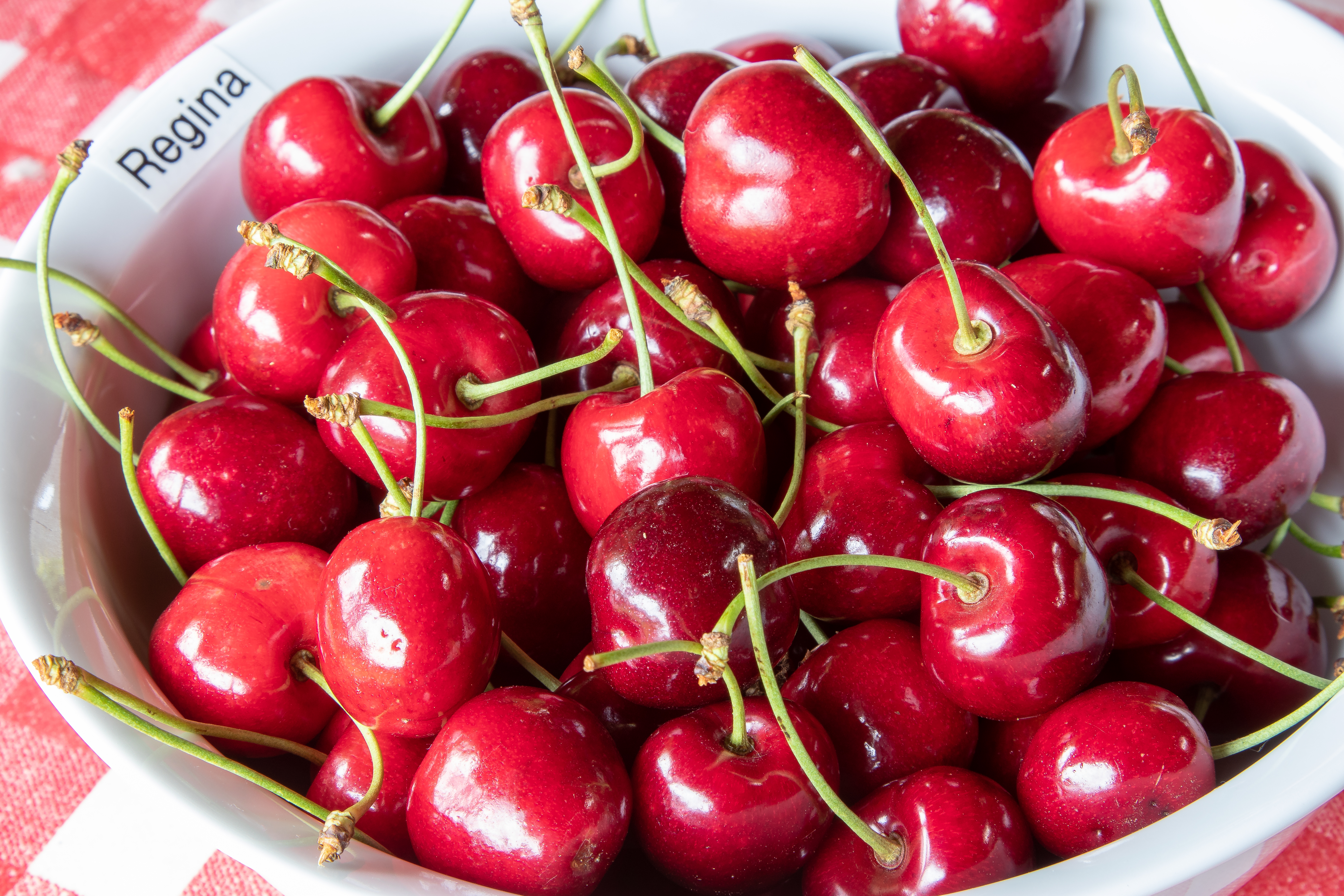
Kirschen der Sorte Regina

Die Kirschsorte Regina ist eine Süßkirsche aus Deutschland. Sie gehört zu den Knorpelkirschen und ist sehr spät reif.

## Herkunft
Die Sorte wurde 1957 von der Obstbauversuchsanstalt Jork aus den Sorten Schneiders späte Knorpelkirsche und Rube gezüchtet. Sie ist seit 1987 im Erwerbsanbau und inzwischen eine der am häufigsten vermarkteten Kirschsorten in Deutschland.

## Frucht
Die Frucht ist sehr groß, hoch gebaut und wiegt bis etwa 13 Gramm.
Die Haut ist für eine Knorpelkirsche sehr platzfest mit rotbrauner bis schwarzer Farbe. Das Fruchtfleisch ist fest mit wenig Saft. Der Stein ist klein. Sie reift ab der 6. Kirschwoche bis in die 8. Kirschwoche folgernd.

## Baum
Der Baum ist robust, starkwüchsig, kompakt und aufrechtpyramidal bei mittleren Standortansprüchen. Er blüht sehr spät und braucht, da er selbststeril ist, einen spätblühenden Befruchtungspartner. Geeignet sind Schneiders späte Knorpelkirsche, Alma, Erika und Sylvia.